# Solec (powiat piaseczyński)
Solec (dawn. Szulec) – wieś sołecka w Polsce położona w województwie mazowieckim, w powiecie piaseczyńskim, w gminie Góra Kalwaria. Leży 5,5 km od Konstancina-Jeziorny, 26 km od centrum Warszawy. 
Wierni Kościoła rzymskokatolickiego należą do parafii Najświętszej Maryi Panny Królowej Pokoju w Baniosze, w dekanacie konstancińskim. 
Solec nie posiada żadnego zbiornika wodnego. W pobliżu miejscowości przepływa struga Mała, dopływ Jeziorki a od strony północno-wschodniej rozciągają się lasy Chojnowskiego Parku Krajobrazowego. Miejsce usytuowania wsi charakteryzuje się małą ilością zanieczyszczeń i brakiem dużego hałasu.
Na początku wieś nazywała się Szulec, była to nazwa niemiecka. Podczas II wojny światowej z Solca ostrzeliwano Warszawę; w 2002 roku, podczas prac wykopowych na jednej z działek znaleziono pociski wojenne.
W latach 1975–1998 miejscowość należała administracyjnie do województwa warszawskiego.
Na terenie wsi znajduje się sześć zamkniętych osiedli, świetlica sołecka z nowym placem zabaw i hotel.
Sołtysi Solca:
- Antoni Seliga 1945 (6 miesięcy)
- Ludwik Górski  1945-1951
- Piotr Smoliński 1951-1957
- Józef Kruk 1957-1962
- Czesław Sak 1962-1977
- Józef Kruk 1977-1986
- Henryk Szczepański 1986-1994
- Andrzej Wróblewski 1944-2002
- Bogdan Sałański 2002-2015
- Natalia Bryczyńska 2015-2019
- Luiza Smejda 2019-2020
- Urszula Malisiak 2020-2024
- Natalia Bryczyńska 2024-nadal